# جين كول
جين كول (بالإنجليزية: Gene Cole)‏ هو عداء سريع أمريكي، ولد في 18 ديسمبر 1928 في نيو لكسينغتون في الولايات المتحدة، وتوفي في 11 يناير 2018.

## وصلات خارجية
- جين كول على موقع الاتحاد الدولي لألعاب القوى (الإنجليزية)
- جين كول على موقع اللجنة الأولمبية الدولية (الإنجليزية)
- جين كول على موقع أوليمبيديا (الإنجليزية)